# ترکی بن عبدالعزیز السدیری

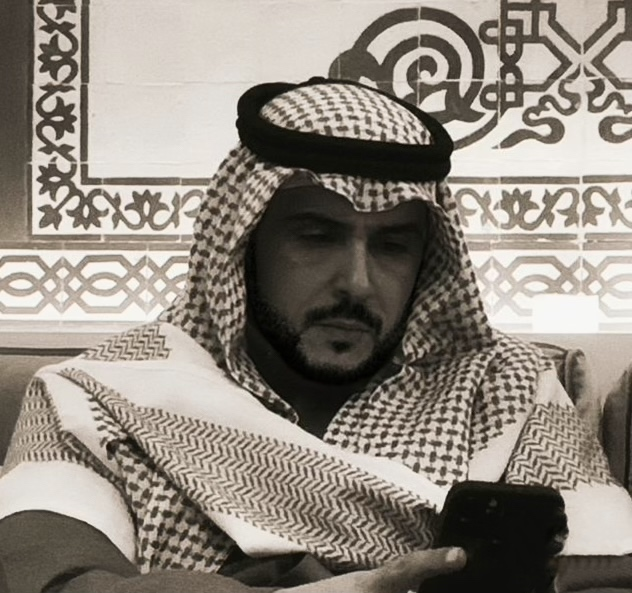

ترکی بن عبدالعزیز السدیری (المحطنی)، شاعر سعودی، متولد ۲۶ نوامبر ۱۹۷۵–۲۳ ذی القعده ۱۳۹۵. در شهر ریاض پادشاهی عربستان سعودی است. او پسر بزرگ شاهزاده عبدالعزیز و مادرش نوف است و خواهر و برادری ندارد. او در اوایل زندگی به نام مستعار (المحنه) معروف بود که به معنای خوشحال یا خوشحال از زندگی است.
ویژگی شعر او سهولت و لطافت بیان و تصویرسازی است و با هنرمندان زن و مرد متعددی از جمله انغام در آلبوم پرستیژ ملک در سال ۱۳۷۷، دیانا حداد در اثری تولید شده در سال ۱۳۷۷، عبدالعزیز المنصور در سال ۲۰۰۶، خالد الخالد در سال 1999 و محمد البکری در سال ۲۰۰۰ همکاری داشته‌است.